# Anthony Quayle
John Anthony Quayle, CBE (Ainsdale, Lancashire, 7 de setembro de 1913 — Londres, 20 de outubro de 1989) foi ator de cinema, televisão e teatro e diretor de cinema e teatro britânico nascido na Inglaterra.
Foi educado na privada Abberley Hall School e Rugby School e treinado na Royal Academy of Dramatic Art em Londres. Depois de aparecer no music hall, se juntou ao Old Vic em 1932. Durante a Segunda Guerra Mundial, era um oficial exército britânico e foi feito um dos comandantes da área de as Unidades Auxiliares em Northumberland.
Foi major das Forças Armadas do Reino Unido durante a Segunda Guerra Mundial e diretor do Teatro William Shakespeare, na cidade natal do escritor inglês.
Quayle se popularizou no teatro e foi considerado um dos melhores intérpretes de Shakespeare.

## Filmografia parcial
- 1948 - Saraband for Dead Lovers
- 1948 - Hamlet
- 1956 - The Wrong Man
- 1959 - Tarzan's Greatest Adventure
- 1961 - The Guns of Navarone
- 1962 - Lawrence of Arabia
- 1964 - The Fall of the Roman Empire
- 1969 - Anne of the Thousand Days
- 1974 - The Tamarind Seed
- 1976 - The Eagle Has Landed
- 1988 - Buster